# Nishihara
Nishihara (jap. 西原村 Nishihara-mura) – wieś w Japonii, na wyspie Kiusiu, w prefekturze Kumamoto. Według danych na rok 2020 miejscowość zamieszkiwało 6 426 mieszkańców , a gęstość zaludnienia wyniosła 83,2 os./km².